# Yaginumaella cambridgei
Yaginumaella cambridgei là một loài nhện trong họ Salticidae. Loài này được phát hiện ở Bhutan.